# Ривердејл (Илиноис)
Ривердејл (енгл. Riverdale) град је у америчкој савезној држави Илиноис.

## Демографија
По попису из 2010. године број становника је 13.549, што је 1.506 (-10,0%) становника мање него 2000. године.
| Група             | 2000.          | 2010.          |
| Белци             | 1.539 (10,2%)  | 511 (3,8%)     |
| Афроамериканци    | 13.004 (86,4%) | 12.694 (93,7%) |
| Азијати           | 29 (0,2%)      | 13 (0,1%)      |
| Хиспаноамериканци | 366 (2,4%)     | 237 (1,7%)     |
| Укупно            | 15.055         | 13.549         |